# Джаксън (окръг, Канзас)
Вижте пояснителната страница за други населени места с името Джаксън.
Окръг Джаксън (на английски: Jackson County) е окръг в щата Канзас, Съединени американски щати. Площта му е 1704 km², а населението - 13 500 души (2006 г.). Административен център е град Холтън.